# Ophiuros
Ophiuros és un gènere de plantes de la família de les poàcies, ordre de les poals, subclasse de les commelínides, classe de les liliòpsides, divisió dels magnoliofitins.

## Taxonomia
- Ophiuros bombaiensis
- Ophiuros corymbosus
- Ophiuros exaltatus
- Ophiuros megaphyllus
- Ophiuros pallockii
- Ophiuros pubescens